# Whithorn (circonscription du Parlement d'Écosse)
Whithorn dans le Wigtownshire était un Burgh royal qui a élu un Commissaire au Parlement d'Écosse et à la Convention des États.
Après les Actes d'Union de 1707, Whithorn, New Galloway, Stranraer et Wigtown ont formé le district de Wigtown, envoyant un membre à la Chambre des communes de Grande-Bretagne.

## Liste des commissaires de burgh
- 1661: William Houston  [1]
- 1662–63: James McCullogh  [1]
- 1665 convention: Alexander Donaldson, provost [2]
- 1667 convention: John McKie, greffier municipal [3]
- 1669–74: Alexander McCulloch de Dromorell [4]
- 1678 convention: David Garoch, marchand-bourgeois [5]
- 1681–82, 1685–86: David Forrester, marchand-bourgeois [6]
- 1689 convention, 1689–1702: Patrick Murdoch de Camlodden [7]
- 1702–07: John Clerk de Penicuik[8]